# Arthur Tansley
Arthur George Tansley (født 15. august 1871 i London, død 25. november 1955 i Grantchester) var en engelsk botaniker. Autornavnet Tansley kan bruges for Arthur Tansley sammen med et videnskabeligt artsnavn inden for botanikken. (Wikipedia-artikler der bruger autornavnet)
Han var fra 1895—1906 ekstraordinær professor i botanik ved universitetet i London og blev fra 1906 professor ved universitetet i Cambridge. Han var en udpræget repræsentant for den økologiske plantegeografi, og de fleste af hans arbejder omhandler planteøkologiske emner. Siden 1906 var han udgiver af The journal of ecology, ligesom han var formand for det britiske økologiske selskab. I 1911 udgav han Types of british vegetation og i 1923 Practical plant ecology.